# Oskar Přindiš
Oskar Přindiš (19. září 1947 Olomouc – 8. dubna 2012 Horní Loděnice) byl český malíř, kreslíř a sochař. Od roku 1991 člen Spolku olomouckých výtvarníků. V posledních letech žil a pracoval v Horní Loděnici u Olomouce.

## Dílo
Zastoupení ve sbírkách
- Krajská galerie výtvarného umění ve Zlíně, p. o., Zlín
- Muzeum umění Olomouc, Olomouc